# Heinrich Elditt
Heinrich Elditt (* 9. Juni 1846 in Königsberg; † 12. September 1909 in Elbing) war ein deutscher Jurist und Politiker.

## Leben
Heinrich Elditt studierte nach dem Besuch des Gymnasiums in Königsberg Rechtswissenschaften an der Albertus-Universität Königsberg. Dort wurde er während seines Studiums 1866 Mitglied der Burschenschaft Germania Königsberg. 1876 wurde er Erster Bürgermeister von Elbing. Von 1888 bis zu seinem Tod war er Mitglied des Preußischen Herrenhauses. 1889 wurde er Oberbürgermeister von Elbing und erhielt 1891 das Recht zum Tragen der goldenen Amtskette. Bei seinem Tod war er Geheimer Regierungsrat.